# Estación de Villadoz
Villadoz es un apeadero ferroviario con parada facultativa situado en el municipio español homónimo en la provincia de Zaragoza, comunidad autónoma de Aragón. Cuenta con servicios de media distancia operados por Renfe.

## Situación ferroviaria
Está situada en el pk 42 de la línea 610 de la red ferroviaria española que une Zaragoza con Sagunto por Teruel, entre las estaciones de Villarreal de Huerva y de Badules. El kilometraje se corresponde con el histórico trazado entre Zaragoza y Caminreal tomando esta última como punto de partida. 
El tramo es de vía única y está sin electrificar. Se halla situada a 890 m de altitud.

## Historia
La estación fue puesta en servicio el 2 de abril de 1933 con la apertura de la línea Caminreal-Zaragoza. Las obras corrieron a cargo de la Compañía del Ferrocarril Central de Aragón que con esta construcción dotaba de un ramal a su línea principal entre Calatayud y el Mediterráneo que vía Zaragoza podía enlazar con el ferrocarril a Canfranc de forma directa.
En 1941, con la nacionalización de la totalidad de la red ferroviaria española la estación pasó a ser gestionada por RENFE. 
Desde el 31 de diciembre de 2004 Renfe Operadora explota la línea mientras que Adif es la titular de las instalaciones ferroviarias.

## La estación
El moderno trazado, más al Este, discurre a unos 50 metros del antiguo. La antigua estación carecía de edificio de viajeros y sólo contaba con un exiguo andén y un refugio, debiendo los pasajeros subir al coche de viajeros prácticamente desde el nivel del suelo. 
La moderna estación cuenta con andén adaptado, refugio, bancos e iluminación. También cuenta con un aparcamiento de 16 plazas, más 3 para personas con minusvalía.
La estación se encuentra en un desvío sin señalizar asfaltado de la carretera A-2509 a unos 750 m del núcleo poblacional de Villadoz.

## Servicios ferroviarios

### Media distancia
En esta estación efectúan parada facultativa el Regional, prestado habitualmente con material de la serie 594 que une Zaragoza con Teruel, y un MD prestado habitualmente con material de la serie 599 que une Zaragoza con Valencia, todo el material rodante es diésel.
| Línea MD | Trenes   | Origen/Destino      |  | Destino/Origen |
| -------- | -------- | ------------------- |  | -------------- |
| 49       | MD       | Zaragoza-Miraflores |  | Valencia-Norte |
| 49       | Regional | Zaragoza-Delicias   |  | Teruel         |